# 케린투스
케린투스(그리스어: Κήρινθος 키린토스[*], 영어: Cerinthus: c. 100 AD)는 영지주의(Gnosticism) 교부였다. 어떤 사람들은 케린투스를 초기 기독교인이라 분류하기도 한다. 그러나 초기 기독교 교부의 관점에서는 케린투스는 저명한 "이단 창시자"였다. 초기 기독교 정통파들과는 달리 케린투스파는 유대교 율법을 따랐으며, 《히브리 복음서》를 사용하였고, 지고한 신이 물질 세상을 창조했다는 것을 부정하였으며, 예수의 신격을 부정하였다. 케린투스의 해석에 따르면, 그리스도는 예수가 세례자 요한으로부터 세례를 받을 때에 예수에게로 왔으며 그리고 이후의 예수의 사역 동안 그리스도는 예수를 인도하였다. 그런 후 예수가 십자가에 못박혀 죽임을 당하였을 때 그리스도는 예수를 떠났다.
케린투스는 재림(再臨)의 때와 죽은 자들이 모두 부활하는 때 사이의 기간 동안에 예수가 육체의 오관의 쾌락이 존재하는 천년 왕국(千年王國)을 세울 것이라고 가르쳤다. 케린투스의 이 견해는 니케아 공의회(AD 325)에서 이단으로 선언되었다. 케린투스는 마태복음의 한 버전을 주된 경전으로 사용하였다.
케린투스가 가르침을 편 때는 기독교와 유대교와의 관계 그리고 기독교와 그리스 철학과의 관계가 아직 명확히 정의되지 않은 때였다. 케린투스가 가진 견해가 유대교 율법과 관련이 있고 예수에 대해 그다지 대단하게 평가하지 않는다는 점에서, 케린투스는 유대-기독교 종파들 중의 하나인 에비온파(Ebionites)와 같은 다른 유대 기독교인들과 그 견해가 유사하였다. 한편, 물질 세상의 창조자를 데미어지로 보는 점에서는, 케린투스는 그리스의 이원론 철학과 그 견해가 일치하였으며 영지주의자들을 시대적으로 앞서 있었다. 케린투스는 그리스도는 무형의 스피릿(bodiless spirit)인데 예수라는 인간 속에 일시적으로 거주하였다고 설명하였다. 그리스도에 대한 이러한 견해는 후대의 영지주의자였던 발렌티누스(c.100 - c.160/180)의 영지주의와 그 견해가 일치하였다.
초기 기독교 전통에 따르면, 케린투스는 복음서 저자 요한(John the Evangelist)과 동시대인이자 복음서 저자 요한의 반대자였으며, 그리고 복음서 저자 요한은 케린투스에 반대하여 요한복음을 저술하였다고 한다. 현재 케린투스에 대해 알려져 있는 사항들은 모두 그의 신학적 반대자들의 저작들을 통해 알려진 내용들이다.